# Màrhanets
Màrhanets (en ucraïnès: Марганець, pronunciat [ˈmɑrɦɐnetsʲ]; en rus: Марганец, pronunciat [ˈmarɡənʲɪts]; lit. ‘manganese’) és una ciutat del raion de Níkopol de l'óblast de Dnipropetrovsk que es va establir el 1938 al sud d'Ucraïna. Es va establir al lloc del poble d'Horodixtxe, que contenia una mina de manganès i es va anomenar Komintern del 1926 al 1938.
La ciutat es troba a la riba dreta de l'embassament de Kakhovka al riu Dniéper, on el riu es troba amb un dels seus afluents, Tomakivka. Màrhanets acull l'administració de la hromada urbana de Màrhanets, una de les hromadas d'Ucraïna. La seva població és d'aproximadament 44.980 (2022).

## Història

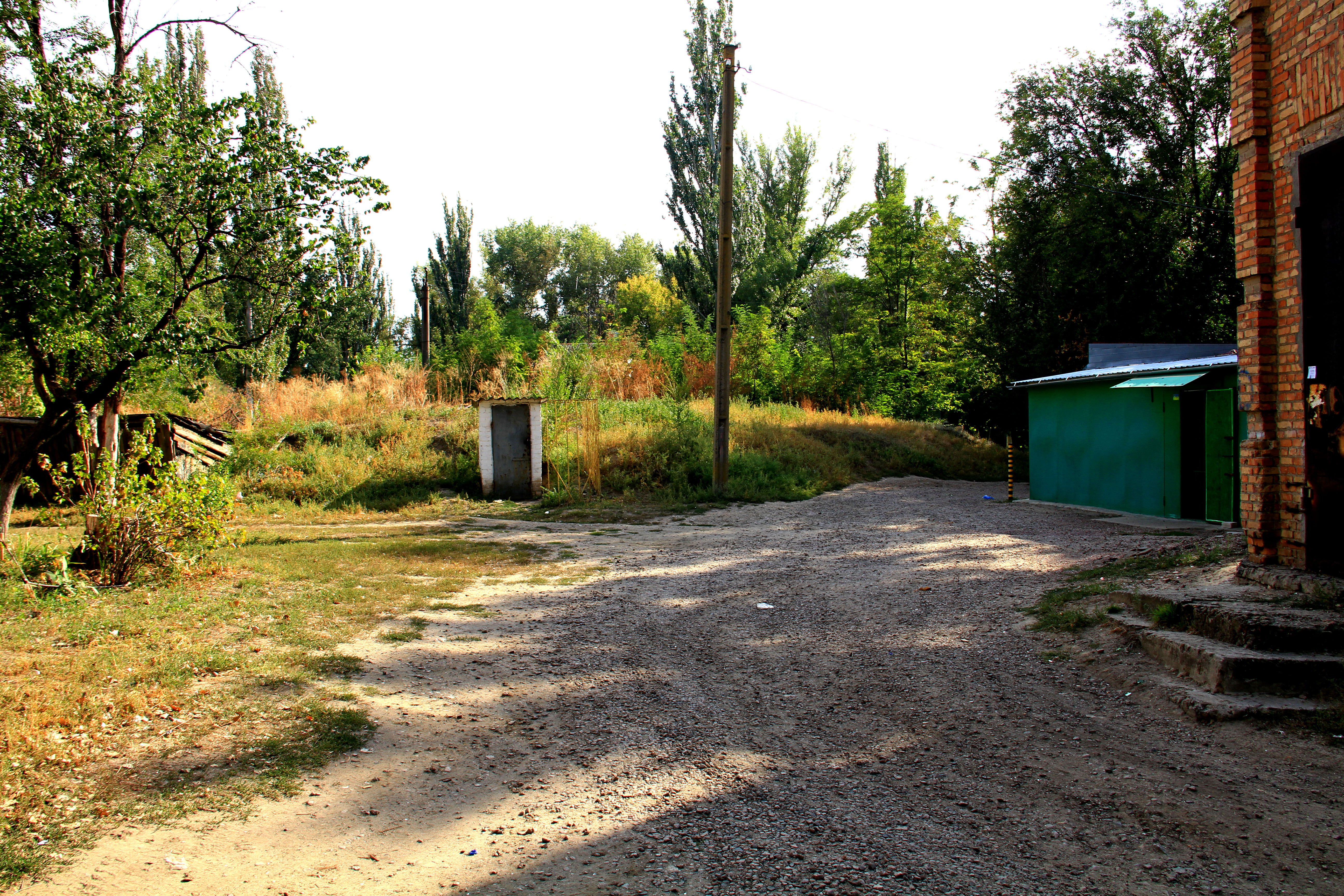
Antic túmul a Màrhanets

Es considera que al costat de la ciutat moderna es trobava el fort cosac "Tomakivka Sich" al segle XVI que va ser destruït pels tàrtars poc després de l'aixecament de Kosiński.
Durant la Segona Guerra Mundial, Màrhanets va estar sota ocupació alemanya des del 17 d'agost de 1941 fins al 5 de febrer de 1944. Va ser administrat com a part del Reichskommissariat d'Ucraïna. Els alemanys operaven un camp de treballs forçats a la ciutat.
El 12 d'octubre del 2010, almenys 42 persones van morir a l'accident de tren de Màrhanets.
Fins al 18 de juliol del 2020, Màrhanets es va incorporar com a ciutat d'importància oblast i el centre del municipi de Màrhanets. El municipi va ser abolit el juliol de 2020 com a part de la reforma administrativa d'Ucraïna, que va reduir el nombre de raions de l'óblast de Dnipropetrovsk a set. L'àrea del municipi de Màrhanets es va fusionar amb el Raion Níkopol.